# Питерсен, Джастин
Джастин Питерсен (Justin Pietersen; 28 августа 1986 года, Кейптаун, ЮАР) — фигурист из ЮАР, семикратный чемпион ЮАР 2004, 2005, 2009—2011 годов в мужском одиночном катании. Его старшая сестра — южноафриканская фигуристка Абигаль Питерсен. На дебютном для себя чемпионате мира 2006 года занял последнее 40 место.

## Спортивные достижения
| Соревнования/Сезоны           | 2004 | 2005 | 2006 | 2007 | 2008 | 2009 | 2010 | 2011 |
| ----------------------------- | ---- | ---- | ---- | ---- | ---- | ---- | ---- | ---- |
| Чемпионаты мира               |      |      | 40   | 37   | 38   | 44   |      |      |
| Чемпионаты мира среди юниоров |      | 37   |      |      |      |      |      |      |
| Чемпионаты ЮАР                | 1    | 1    | 3    | 1    | 1    | 1    | 1    | 1    |